# John Russell (skådespelare)
John Lawrence Russell, född 3 januari 1921, död 19 januari 1991, var en amerikansk skådespelare och Andra världskriget-veteran. Han är mest känd för sin roll som Marshal Dan Troop i den framgångsrika ABC western TV-serien Lawman från 1958 till 1962, liksom den främsta skurken Marshal Stockburn i Clint Eastwood-filmen Pale Rider från 1985.
Född i Los Angeles, Kalifornien, var han Hollywood-bilden av lång, mörk och stilig. Han studerade vid University of California. Efter utbrottet av Andra världskriget gick han med USA:s marinkår, fast han var ursprungligen avvisades på grund av sin längd (1,91 m). Han bemyndigades som underlöjtnant den 11 november 1942. Hans division skickades till Guadalcanal, där han tjänstgjorde som assistent för en underrättelseofficer. Han kontrakte malaria och återvände hem med en medicinsk befrielse.
John Russell dog av emfysem den 19 januari 1991. Han var gift två gånger och hade tre barn.